# Platja de les Marines (Dénia)
La platja de les Marines és una platja de sorra del municipi de Dénia (Marina Alta, País Valencià).
Té una longitud de 3.147 m, amb una amplitud de 80 m. S'emplaça entre la Platja de les Bovetes i la Platja del Cagarritar.
Se situa en un entorn semiurbà, disposant d'accés per carrer, camí i carretera. És accessible per a minusvàlids i compta amb balisament.
La platja compta amb el certificat ISO 9001-2000 (gestió de qualitat) i ISO 14001 (gestió mediambiental)